# Beauty
«Beauty» (en español: «Belleza») es el cuarto episodio de la séptima temporada de la serie de televisión estadounidense Érase una vez, basada en los cuentos de hadas más populares. Mientras que en el pasado, Rumpelstiltskin y Belle envejecen juntos; en el presente Weaver debe lidiar con una Tilly repentinamente inestable y Lucy festeja Halloween. Fue escrito por Dana Horgan y Leah Fong, mientras es dirigido por Mick Garris.
Lana Parrilla, Colin O'Donoghue y Andrew J. West se llevan los créditos principales como Roni, Dt. Rogers y Henry Mills, aunque toman un papel menor en el capítulo. Robert Carlyle tiene la importancia en el episodio, interpretando a Weaver / Rumpelstiltskin / Sr. Gold junto con la estrella invitada Emilie de Ravin como Bella, que repite su personaje de temporadas pasadas. Dania Ramírez, Gabrielle Anwar y Alison Fernandez también protagonizan.
«Beauty» se estrenó en estadounidense por la cadena ABC el 27 de octubre de 2017. Recibió crítica positivas, aclamando su historia e actuación, principalmente la de Ravin junto a su regreso como Bella, considerándolo como uno de los mejores de la serie.

## Argumento

### En el pasado
Un año después de la Batalla Final, Rumpelstiltskin y Bella disfrutan su vida en Storybrooke con su hijo Gideon. En el primer cumpleaños de Gideon, Gold le dice a Belle que ha adquirido un libro de viajes familiar para que puedan documentar sus aventuras. La familia abandona Storybrooke y pasa una década viajando por los reinos. Cuando pasan por un río de deseos, Rumple le menciona a Bella su deseo de ser mortal y vivir hasta morir con ella; por lo que tira su daga al río. Cuando esta regrese instantáneamente a él, Bella lo anima a seguir adelante con su deseo y que ambos busquen la manera de cumplirlo. 
A medida que pasan los años, Bella y Gideon envejecen, con este último logrando ser aceptado en una academia élfica a los 18 años. Rumple le dice a Bella que se lamenta por perder años buscando una manera de librarse de la daga y no criar a su hijo, a lo que ella le responde que si estuvo con Gideon, que solo es momento de que este busque su camino. Bella, para tranquilizarlo, encuentra una profecía donde menciona que si el espectro logra encontrar el amor eterno, debe viajar hasta el final de los tiempo y esperar el camino en el que la oscuridad descansara. Rumple menciona que ese destino es el Borde de los Reinos, y ambos deciden ir juntos.
Al llegar al Borde de los Reinos, Rumple menciona que el tiempo en ese lugar es diferente y podría pasar años para que el sol se oculte. Bella le dice que esperen juntos hasta entonces, sugiriéndole que construyan su hogar hay con sus propias manos. Ambos hacen una cabaña en una montaña, donde viven juntos y felices durante muchos años, con Gideon visitándolos con frecuencia. Con el tiempo, Bella envejece a un punto que al abrir las cortinas un día, se derrumba en los brazos de Rumple. Cuando Bella recupera la consciencia, Rumple desea usar sus poderes para curarla y volverla joven, para que así tenga más tiempo hasta que el sol se oculte. Ella lo detiene y le revela que realmente la profecía no hablaba del sol en el cielo, sino de ella; ella debía morir y si su amor de ambos superaba el ocaso, el camino se abriría para librarse del mal.
Sabiendo que su esposo buscaría otra manera para librarse de la daga, a costa de su tiempo, Bella le oculto la verdad para poder vivir una vida feliz con Rumple y Gideon, lo cual hizo. Cuando el menciona tener miedo de dejarla, Bella le comienza a narrar su historia de amor. Antes de morir, ella le dice a Rumple que el sabrá como volver a ella y deshacerse de la daga. Belle muere en paz, dejando a Rumple con el corazón roto. En la tumba de Bella, Gideon le ofrece a su padre transferir su oscuridad a él para que así se valla con Bella, pero este se niega, y le menciona que buscara a un guardián que es capaz de custodiar la oscuridad. Yendo al Nuevo Bosque Encantado, Rumple se cruza con una chica que dice llamarse Alice.   

### En Cumbres de Hiperión
En Halloween, Weaver tiene una breve pero incómoda conversación con Tilly. Más tarde, en el coche de Victoria Belfrey, Tilly la sorprende y comienza a hacerle preguntas incómodas. Victoria usa gas pimienta para alejarla, por lo que Tilly huye del auto dejando su mochila. Tras ello, Victoria tiene una reunión con Weaver, a quien amenaza para que haga que Tilly tome sus pastillas y pueda no ser un peligro o sino lo denunciara por corrupción. Luego, Weaver habla con Rogers sobre caso, mencionando que cree que Tilly tiene información que dañe a Victoria y por eso la necesite dopada. Ambos discuten porque Rogers siente que Weaver solo busca a la chica para usarla. 
Jacinta le entrega a Ivy el disfraz de Lucy, pues Victoria le prohibió acercársele, por lo que Ivy llevara la niña a pedir dulces. Roni consuela a Henry tras que este recordara a su familia muerte, y lo anima a seguir adelante e invite a Jacinta a una fiesta de halloween. Pidiendo dulces, Ivy trata mal a Lucy, causando que esta huya de ella mientras se distrae. Henry visita a Jacinta en su trabajo para invitarla a salir, cuando aparece Ivy mencionando que perdió a Lucy. Ambas discuten, y como Jacinta no puede dejar su trabajo, Henry se ofrece para buscar a Lucy con Ivy.
Weaver encuentra a Tilly, preguntándole por qué dejó de tomar sus pastillas. Ella menciona que las pastillas son la manera de Victoria de no dejarla recordar. Weaver se confunde, y le pide que le diga que sabe de Belfrey; pero esta comienza a hablar de como todos «llevan máscaras» que les impide ver como Cumbres de Hiperión solo es un rompecabezas creado por Victoria. Weaver intenta seguir razonando con ella, con Tilly diciéndole que si puede creerle, es mejor que se lo muestre. En el auto de Weaver, Tilly come un pan que contiene sus medicamentes, puestos por Weaver. Al darse cuenta, se tira del auto, y corre mientras es perseguida por el detective. Sin hallar a Lucy, Henry y Ivy conversan sobre su soledad, con Henry aconsejándole que se arriesgue para que pueda sentirse mejor. Animada por lo que le dijo Henry, Ivy le pide que le muestre la lista de lugares donde puede estar Lucy que le dio Jacinta; recordando que uno de ellos es una casa embrujada a la que Lucy quería ir. Henry y Ivy llevan a Lucy con Jacinta, e Ivy sugiere que los tres vallan juntos a pedir dulces y los deja solos. 
Mientras tanto, cuando Weaver alcanza a Tilly, esta le muestra la taza de té que Bella rompió alguna vez. Weaver no logra recordar, lo que causa que Tilly se altere y le quite su pistola. Ambos tienen una breve discusión, con Tilly mencionando que todo lo que hace es porque el se lo pidió, lo llama por su verdadero nombre, Rumpelstiltskin, y le dispara. En el hospital, Weaver está en estado de coma, donde tiene una visión del espíritu de Bella, antes de recuperar la conciencia y ver a Rogers, a quien ordena que presente una denuncia para comprobar que fue un ladrón quien le disparó y ordena que dejen en libertad a Tilly. Rogers conversa con Tilly, quien decide tomar sus pastillas para no volver a estar confundida, y ambos comienzan a jugar ajedrez. 
Victoria visita a Weaver en el hospital para saber porque dejó en libertad a Tilly. El le dice que ella ya no será una amenaza, y le advierte a Victoria que ya no podrá intimidarlo más, mostrando que ya está "despierto" de la maldición. Henry decide no acompañar a Jacinta y Lucy, yendo a bar de Roni donde se encuentra con Ivy. Ella le da las gracias por aconsejarla, y ambos deciden quedarse a tomar para que la «vida no sea complicada».

## Reparto

### Personajes principales
- Lana Parrilla como Roni
- Colin O'Donoghue como Dt. Rogers
- Andrew J. West como Henry Mills
- Dania Ramírez como Jacinda Vidrio
- Gabrielle Anwar como Victoria Belfrey
- Alison Fernandez como Lucy Vidrio
- Robert Carlyle como Weaver / Rumpelstiltskin / Sr. Gold

### Personajes secundarios
- Emilie de Ravin como Bella
- Adelaide Kane como Ivy Belfrey / Drizella Tremaine
- Giles Matthey como Gideon
- Rose Reynolds como Alice / Tilly
- Anton Starkman como joven Gideon
- Evryle Ebora como falsa Lucy
- Matt Kennedy como un novio

## Producción

### Desarrollo
En enero de 2017, mientras la sexta temporada todavía estaba en producción, el presidente de ABC, Channing Dungey, habló de un posible «reinicio» de la narrativa del programa en caso recibiera un pedido para una séptima temporada. Después de mucha especulación, los productores ejecutivos Adam Horowitz y Edward Kitsis confirmaron más tarde que ciertos personajes tendrían sus historias resueltas y que el final de la sexta temporada se había escrito con el cambio narrativo de la séptima temporada en mente. A pesar de los grandes cambios con respecto a las temporadas pasadas, los showrunners han dicho que no ven la séptima temporada como un reinicio completo del programa. Horowitz dijo: «Dudo en utilizar la palabra "reinicio". Pensamos más en ello como un híbrido de muchas cosas. Estamos rindiendo homenaje a la premisa original, pero hay ciertos personajes que regresan y otros que no. Es una combinación de muchas cosas, pero lo que estamos tratando de hacer es ir en una nueva dirección pero manteniéndonos fieles al espíritu de lo que siempre ha sido el programa».
En julio de 2017, los creadores anunciaron que la temporada se desarrollaría en el barrio ficticio de Cumbres de Hiperión, que fue creado bajo una nueva maldición. Los residentes de este vecindario incluían personajes desplazados de las versiones original y nueva del Bosque Encantado, así como personas normales de la Tierra Sin Magia. Esto difiere de Storybrooke en las primeras seis temporadas, que era una ciudad aislada que estaba aislada del mundo real de Maine. El escenario principal del flashback de la séptima temporada es el Nuevo Bosque Encantado, que es un reino de la Nueva Tierra de los Cuentos de Hadas. Otros lugares que aparecen en los flashbacks son el Borde de los Reinos, el Reino de los Deseos, el Nuevo País de las Maravillas, Oz y Storybrooke.

### Escritura
El montaje de Bella y Rumple construyendo su casa juntos contiene muchas referencias visuales de Up (2006), película animada de Disney; siendo ambos una adaptación de los personajes de Carl y Ellie. La banda sonora de esta escena también recuerda a la banda sonora de Michael Giacchino para la película en términos de tono, instrumentación y progresión de acordes. Al igual que en «A Pirate's Life», tanto Carlyle como de Ravin sabían el desenlace de sus personajes antes de que comenzara la producción del episodio.

### Casting
En mayo de 2017, se anunció que Lana Parrilla, Colin O'Donoghue y Robert Carlyle serían los únicos que continuarían en la séptima temporada como principales. El personaje de Henry Mills también regresaría, pero como un hombre adulto interpretado por Andrew J. West, mientras Alison Fernandez fue elegida como Lucy, hija de Henry, que aparece al final de la sexta temporada. Se adelantó que los cuatro interpretarían a sus personajes originales pero con identidades malditas, similares a las circunstancias de la primera temporada. En julio, la primera promoción de la temporada reveló que Killian Jones ahora es un oficial de policía con el apellido Rogers, que vive con una inexplicable sensación de pérdido. En agosto, se reveló que Regina Mills ahora es dueña de un bar llamado Roni y que «ya no está a cargo».
El 6 de julio de 2017, se anunció que Dania Ramirez y Gabrielle Anwar se unirían al elenco principal de la séptima temporada. El 15 de julio, se anunció que Ramírez interpretaría a Cenicienta / Jacinta, aunque sería una versión diferente de la interpretada anteriormente por Jessy Schram durante las primeras seis temporadas. El 22 de julio en la Comic Con de San Diego, se reveló que Anwar sería Lady Tremaine / Victoria Belfrey, siendo presentada como la villana principal de la temporada.
En el elenco recurrente, Adelaide Kane fue elegida como Drizella Tremaine / Ivy Belfrey, hija de Lady Tremaine. Rose Reynolds sería Tilly / Alice, del cuento Las aventuras de Alicia en el país de las maravillas; antes el personaje ya había aparecido interpretada por Sophie Lowe en la serie derivada Érase una vez en el País de las Maravillas. En mayo de 2017, Emilie de Ravin, que interpreta a Bella, se había confirmado que dejaría la serie junto con Ginnifer Goodwin, Jennifer Morrison, Josh Dallas, Rebecca Mader y Jared S. Gilmore; pero luego, al igual que sus colegas retirados, de Ravin volvió como actriz invitada. El 22 de julio, se confirmó su participación en el episodio. Con ella, volvió Giles Matthey y Anton Starkman que aparecieron recurrentemente en la temporada pasada como el adulto y joven Gideon, respectivamente.

## Recepción

### Audiencia
«Beauty» tuvo una cantidad de 2.44 millones de espectadores en Estados Unidos y con un índice de audiencia total de 1.0.

### Respuesta crítica

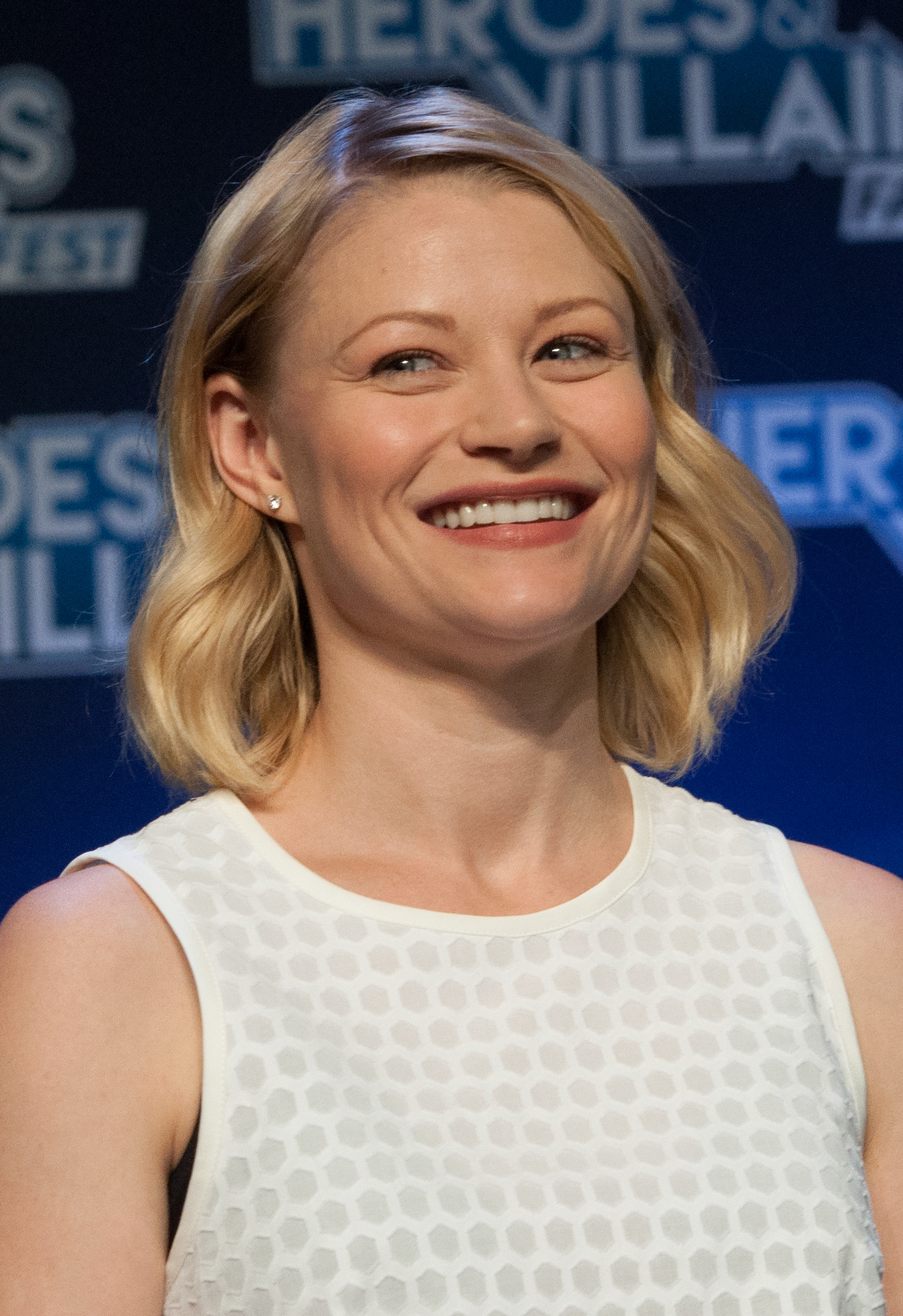
Los críticos elogiaron la actuación de Emilie de Ravin en su regreso como Bella de temporadas pasada, señalándolo como un buen cierre para el personaje.

El episodio recibió una buena recepción por parte de la crítica y la audiencia, elogiando la escritura de Horgan y Fong, la dirección de Garris, y las actuaciones de Robert Carlyle y Emilie de Ravin. En IMBD, «Beauty» se ubica en el puesto 41 de los mejores episodios de la serie según la página, teniendo una puntuación de 8.3 estrellas.
Paul Dailly de TV Fanatic le dio 4,2 de 5 estrellas, señalando que el capítulo fue el «mejor» de la serie. El regreso de Ravin también le agrado diciendo: «Fue agradable volver a encontrarme con Bella, pero al mismo tiempo, fue horrible verla morir a favor de continuar la historia de Rumple». Justin Kirkland de Entertainment Weekly le dio una A mencionando que este episodio dio un «verdadero momento» de la serie, señalando que «valió la pena dolorosamente»; señalando también sus similitudes con la película Up. Portia Brown de The Nerd Daily señalo el capítulo como una «montaña rusa de emociones», elogiando el final de la historia de Bella.
Nick Hogan de TVOvermind le dio al episodio una calificación de 5 de 5 estrellas, diciendo: «“Beauty” fue un ejercicio de catarsis y contó una historia que casi todos los fanáticos, tanto nuevos como antiguos, querían saber. No he tenido una experiencia emocional como esta viendo Once Upon A Time en varios años, y no tengo más que elogios por este esfuerzo». Hogan también destacó la participación de Ravin, Kane y Matthey, mientras llamo una «delicia» la actuación de Reynolds.